# Loazzolo
Loazzolo (piemontiul: Loasseu vagy Loasseul) település Olaszországban, Piemont régióban, Asti megyében. Lakosainak száma 295 fő (2023. január 1.). Loazzolo Bubbio, Cessole, Cossano Belbo, Monastero Bormida, Santo Stefano Belbo, Canelli és Roccaverano községekkel határos.

## Népesség
A település lakossága az elmúlt években az alábbi módon változott:
| Lakosok száma | 358  | 341  | 295  |
|               | 2017 | 2018 | 2023 |